# Šmatevž
Šmatevž este o localitate din comuna Braslovče, Slovenia, cu o populație de 162 de locuitori.